# Maria Olech
Maria Agata Olech (ur. 12 lutego 1941 r. w Nowym Sączu) – polska badaczka Antarktyki, najbardziej znana za pracę nad lichenologią i mykologią Antarktyki i Arktyki. Przewodziła Polskiej Stacji Antarktycznej im. Henryka Arctowskiego. Na przylądku Three Sisters Point znajdują się Wzgórza Olech nazwane na jej cześć.

## Młodość i edukacja
W 1963 kończyła studia magisterskie na Wydziale Biologii i Nauk o Ziemi Uniwersytetu Jagiellońskiego. Stopień doktora lichenologii uzyskała w Instytucie Botaniki Uniwersytetu Jagiellońskiego na podstawie rozprawy „Stosunki lichenologiczne Beskidu Sądeckiego”.

## Kariera
Olech pracowała nad taksonomią, różnorodnością biologiczną, ekologią, biogeografią i adaptacją grzybów porostowych w górach i regionach polarnych. Badała także zanieczyszczenie metalami ciężkimi i nuklidami promieniotwórczymi, a także pozostały wpływ człowieka na ekosystem Antarktyki. Opisała około 100 nowych glonów, porostów i grzybów.
Była asystentem badawczym w Instytucie Botaniki Uniwersytetu Jagiellońskiego (1968–1971), gdzie zorganizowała laboratorium i herbarium. W 1971 roku została mianowana adiunktem Instytutu Botaniki Uniwersytetu Jagiellońskiego (1971–1986), po czym awansowała na stanowisko docenta (1986–1992) w tym samym instytucie, w którym organizowała Zakład Badań i Dokumentacji Polarnej.
Profesorem biologii Uniwersytetu Jagiellońskiego została w 1992 roku. Jest kuratorką herbarium Uniwersytetu Jagiellońskiego, przewodniczącą rady redakcyjnej magazynu Polish Polar Research oraz prezeską Zespołu biologii i rozwoju polarnych krajobrazów lądowych Komitetu Badań Polarnych Polskiej Akademii Nauk.
Przewodziła Polskiej Stacji Antarktycznej w latach 1991–1993 i ponownie w latach 2005–2006. Była przewodniczącą Zakładu Badań i Dokumentacji Polarnej im. Prof. Zdzisława Czeppego Uniwersytetu Jagiellońskiego (1996–2011). Brała udział lub przewodziła szeregowi wypraw na Arktykę i Antarktykę.

## Upamiętnienie
Maria Agata Olech jest jedną z bohaterek reportażu "Polarniczki. Zdobywczynie podbiegunowego świata" (wyd. 2021) autorstwa Dagmary Bożek oraz filmu dokumentalnego "Polarniczki" (reż. Kuba Witek, 2023).